# Robert Taft, Jr.
Robert Taft, Jr. (Cincinnati, 1917. február 26. – Cincinnati, 1993. december 7.) az Amerikai Egyesült Államok szenátora (Ohio, 1971–1976).